# Hang Seng Index

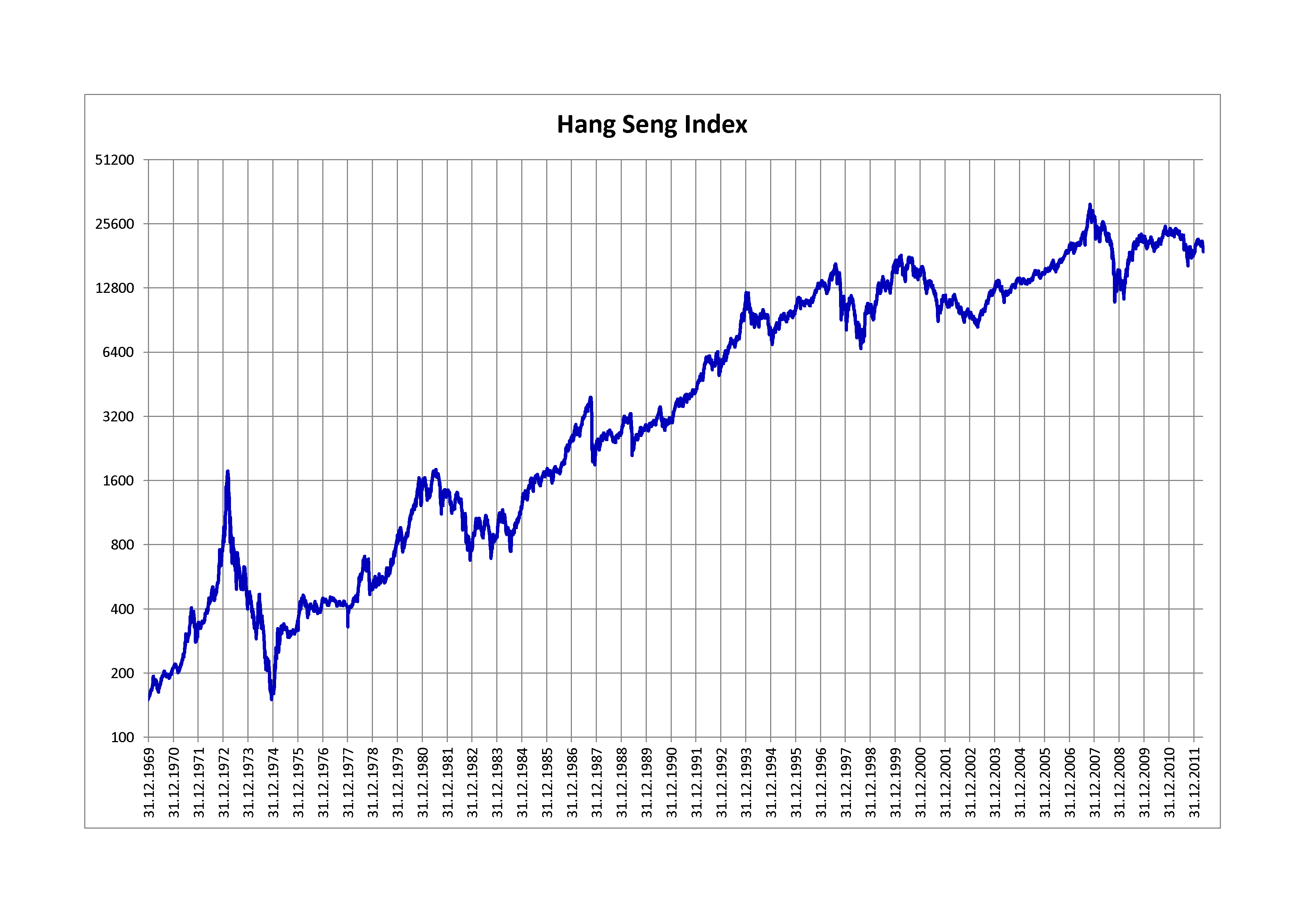
Índice Hang Seng de dezembro de 1969 a maio de 2012.

Hang Seng index (HSI) é o índice da Bolsa de Valores de Hong Kong. É o principal indicador de desempenho do mercado de ações de Hong Kong e o terceiro maior mercado de ações da Ásia. Também é responsável em registrar e monitorar as mudanças diárias no mercado das maiores empresas da bolsa de valores de Hong Kong.
| Hang Seng Index (HSI) |        |
| --------------------- | ------ |
| Bolsa de Valores:     | HKFE   |
| Setor:                | Índice |
| tamanho do carrapato: | 1      |
| BPV:                  | 50     |
| Moeda:                | HKD    |

## História
Em 31 de julho de 1964, foi publicado pela primeira vez o Índice Hang Seng e foi definida a sua base de 100 pontos. Em 31 de agosto de 1967, atingiu sua mínima histórica de 58,61 pontos, antes da publicação do índice. O índice Hang Seng foi criado pelo banqueiro Stanley Kwan e abriu ao público em 24 de novembro de 1969, com 33 empresas. Kwan trabalhou com sete pessoas em sua equipe de criação do departamento de pesquisa do Hang Seng Bank. Também obteve a consultoria de estatísticos e economistas do governo e da universidade.
Em 10 de dezembro de 1993, ultrapassou a marca de 10.000 pontos pela primeira vez.  Em 1994, a bolsa de Hong Kong abriu para empresas da China continental. No ano de 1997, as empresas chinesas do continente tinham uma boa representação na bolsa de Hong Kong, onde as ações industriais chinesas representavam 12% do indicador, as ações imobiliárias chinesas representavam 27%, as empresas de consumo representavam 2,1%, as de telecomunicações representavam 9,2%, na área da energia, mineração e tecnologia não havia empresas chinesas na bolsa nesta época.
Na data de 28 de dezembro de 2006, a Hang Seng ultrapassou a marca de 20.000 pontos. No ano de 2007, possuía 38 empresas em sua composição, e em 30 de outubro, atingiu a sua máxima do ano de 31.958,41 pontos durante o pregão e fechou com 31.638,22 pontos neste dia. E, no ano de 2012, possuía 50 componentes.
Em 2017, as empresas da China continental ainda tinham uma representação forte na bolsa de Hong Kong, onde as ações industriais chinesas representavam 0,9% do indicador, as financeiras chinesas representavam 24%, as ações imobiliárias chinesas representavam 1,8%, as empresas de consumo representavam 2,8%, as de telecomunicações representavam 7,1%, na área da energia e mineração representavam 6,6% e tecnologia representa 11%.
No ano de 2018, atingiu sua máxima histórica de 33.000 pontos. E Atualmente é administrado pelo HSI Services Limited, subsidiária integral do Hang Seng Bank.

## Comitê consultivo
O Comitê consultivo, que orienta as operações e desenvolvimento da Hang Seng index, inclui especialistas do governo de Hong Kong; profissionais jurídicos e contábeis; e consultores de investimentos. Fazem, no mínimo, quatro reuniões anuais para discutirem questões relativas ao índice.

## Composição
| Simbolo | Empresas                                       |
| ------- | ---------------------------------------------- |
| 101:HK  | Hang Lung Properties Ltd                       |
| 1038:HK | CK Infrastructure Holdings Ltd                 |
| 1044:HK | Hengan International Group Co Ltd              |
| 1088:HK | China Shenhua Energy Co Ltd                    |
| 1093:HK | CSPC Pharmaceutical Group Ltd                  |
| 1109:HK | China Resources Land Ltd                       |
| 1113:HK | CK Asset Holdings Ltd                          |
| 1177:HK | Sino Biopharmaceutical Ltd                     |
| 11:HK   | Hang Seng Bank Ltd                             |
| 1211:HK | BYD Co Ltd                                     |
| 1299:HK | AIA Group Ltd                                  |
| 12:HK   | Henderson Land Development Co Ltd              |
| 1378:HK | China Hongqiao Group Ltd                       |
| 1398:HK | Industrial & Commercial Bank of China Ltd      |
| 16:HK   | Sun Hung Kai Properties Ltd                    |
| 175:HK  | Geely Automobile Holdings Ltd                  |
| 17:HK   | New World Development Co Ltd                   |
| 1810:HK | Xiaomi Corp                                    |
| 1876:HK | Budweiser Brewing Co APAC Ltd                  |
| 1928:HK | Sands China Ltd                                |
| 1929:HK | Chow Tai Fook Jewellery Group Ltd              |
| 1997:HK | Wharf Real Estate Investment Co Ltd            |
| 1:HK    | CK Hutchison Holdings Ltd                      |
| 2007:HK | Country Garden Holdings Co Ltd                 |
| 2020:HK | ANTA Sports Products Ltd                       |
| 2269:HK | Wuxi Biologics Cayman Inc                      |
| 2313:HK | Shenzhou International Group Holdings Ltd      |
| 2318:HK | Ping An Insurance Group Co of China Ltd        |
| 2319:HK | China Mengniu Dairy Co Ltd                     |
| 2331:HK | Li Ning Co Ltd                                 |
| 2382:HK | Sunny Optical Technology Group Co Ltd          |
| 2388:HK | BOC Hong Kong Holdings Ltd                     |
| 241:HK  | Alibaba Health Information Technology Ltd      |
| 2628:HK | China Life Insurance Co Ltd                    |
| 267:HK  | CITIC Ltd                                      |
| 2688:HK | ENN Energy Holdings Ltd                        |
| 27:HK   | Galaxy Entertainment Group Ltd                 |
| 288:HK  | WH Group Ltd                                   |
| 291:HK  | China Resources Beer Holdings Co Ltd           |
| 2:HK    | CLP Holdings Ltd                               |
| 316:HK  | Orient Overseas International Ltd              |
| 3690:HK | Meituan                                        |
| 3692:HK | Hansoh Pharmaceutical Group Co Ltd             |
| 386:HK  | China Petroleum & Chemical Corp                |
| 388:HK  | Hong Kong Exchanges & Clearing Ltd             |
| 3968:HK | China Merchants Bank Co Ltd                    |
| 3988:HK | Bank of China Ltd                              |
| 5:HK    | HSBC Holdings PLC                              |
| 6098:HK | Country Garden Services Holdings Co Ltd        |
| 669:HK  | Techtronic Industries Co Ltd                   |
| 66:HK   | MTR Corp Ltd                                   |
| 6862:HK | Haidilao International Holding Ltd             |
| 688:HK  | China Overseas Land & Investment Ltd           |
| 6:HK    | Power Assets Holdings Ltd                      |
| 700:HK  | Tencent Holdings Ltd                           |
| 762:HK  | China Unicom Hong Kong Ltd                     |
| 823:HK  | Link REIT                                      |
| 857:HK  | PetroChina Co Ltd                              |
| 868:HK  | Xinyi Glass Holdings Ltd                       |
| 881:HK  | Zhongsheng Group Holdings Ltd                  |
| 883:HK  | CNOOC Ltd                                      |
| 939:HK  | China Construction Bank Corp                   |
| 941:HK  | China Mobile Ltd                               |
| 960:HK  | Longfor Group Holdings Ltd                     |
| 9618:HK | JD.com Inc                                     |
| 9633:HK | Nongfu Spring Co Ltd                           |
| 968:HK  | Xinyi Solar Holdings Ltd                       |
| 981:HK  | Semiconductor Manufacturing International Corp |
| 9888:HK | Baidu Inc                                      |
| 992:HK  | Lenovo Group Ltd                               |
| 9988:HK | Alibaba Group Holding Ltd                      |
| 9999:HK | NetEase Inc                                    |